# 浜離宮朝日ホール
浜離宮朝日ホール（はまりきゅうあさひホール）は、東京都中央区築地にある、朝日新聞東京本社内のホール。

## 概要
音楽ホールは552名収容、小ホールも398席。音楽ホールは、How They Sound ～Concert＆Opera hallsでSuperiorに次ぐExcellentの評価を受けた。朝日新聞社企画委員の恩田健志による多大なる尽力により貴重な音楽ホールの建築が可能となったと言われている。村治佳織の連続公演を始め、数々の独創的な公演企画を開催し、音楽ホールとしての確固たる地位を確立した。
音楽ホールでは室内楽や合唱などのコンサートが中心で、小ホールは朝日いつかは名人会が開催されている。